# 凡ては夜に始まる
『凡ては夜に始まる』（すべてはよるにはじまる、All in a Night's Work）は、1961年のアメリカ合衆国のロマンティック・スクリューボール・コメディ映画。監督はジョセフ・アンソニー、出演はディーン・マーティンとシャーリー・マクレーンなど。テクニカラー作品。

## ストーリー
フロリダ州パーム・ビーチに滞在していたニューヨークの出版社の社長が急死した。その直前に、社長の部屋から半裸の若い娘が飛び出していく姿が目撃される。この件は、銀行から出版社への融資に影響するかもしれない。善後策を検討する重役会議の席上、社長の甥で道楽者のトニーは、件の娘が葬儀に現れるのではないかと言う。葬儀の当日、派手に泣いていたケティに疑いの目が向けられる。

## キャスト
- トニー・ライダー: ディーン・マーティン
- ケティ・ロビンス: シャーリー・マクレーン
- ウォレン・キングズレー・シニア博士: チャーリー・ラグルス（英語版）
- ウォレン・キングズレー・ジュニア: クリフ・ロバートソン